# 영주시·문경시·예천군
영주시·문경시·예천군은 대한민국의 옛 국회의원 선거구이다. 당시 경상북도 영주시, 문경시, 예천군 전역을 관할했다. 

## 역사
대한민국 제20대 국회의원 선거를 앞두고 영주시 선거구와 문경시·예천군 선거구가 통합되면서 신설되었다.
대한민국 제21대 국회의원 선거를 앞두고 선거구 개편이 일어남에 따라 영주시는 영주시·영양군·봉화군·울진군 선거구로, 문경시는 상주시·문경시 선거구로, 예천군은 안동시·예천군 선거구로 편입됨에 따라 폐지되었다.

## 역대 국회의원
| 선거   | 정당 | 정당     | 의원   |
| ------ | ---- | -------- | ------ |
| 2016년 |      | 새누리당 | 최교일 |

## 역대 선거 결과

### 대한민국 제20대 국회의원 선거
|  | 57.15% |

|  | 33.96% |

|  | 8.88% |